# Bandera de Yibuti
La bandera de Yibuti está formada por dos franjas horizontales de igual anchura, siendo azul la superior y verde la inferior, con un triángulo isósceles de color blanco en el lado del asta con una estrella roja de cinco puntas en su centro. Los colores pueden ser interpretados como la tierra (verde), el cielo y el mar (azul), y la paz (blanco) con la estrella roja representando la unidad. El día del primer izamiento de la bandera se corresponde con su fecha de independencia, el 27 de junio de 1977.

## Historia

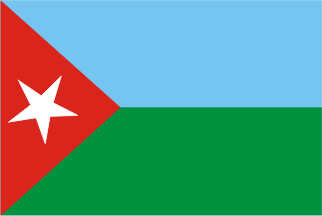
Bandera de la Liga de Pueblos Africanos Independientes (LPAI).

A partir de mediados del siglo XIX, antes del establecimiento de la Somalilandia francesa, se utilizaron otras banderas como la bandera del Imperio otomano, la del Sultanato de Tajoura y también las banderas religiosas. Durante la Somalilandia francesa y el Territorio Francés de los Afars y de los Issas, la única bandera utilizada fue la tricolor. La bandera fue creada y diseñada por el Frente para la Liberación de la Costa Somalí (FLCS) como bandera oficial del partido en la década de 1960, que era un grupo guerrillero que luchó por la independencia de Yibuti de Francia. Con la ayuda de la Liga Popular Africana por la Independencia (LPAI) hasta la independencia en 1977. La bandera de Yibuti fue izada por primera vez tras la independencia el 27 de junio de 1977 por el jefe de policía Yacine Yabeh Galab.

## Características

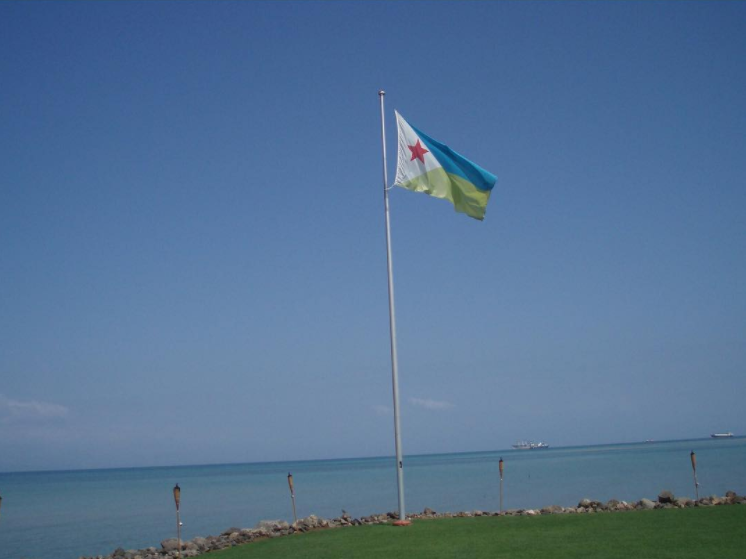
Bandera de Yibuti ondeando cerca del mar.

El diseño de la bandera está basado en la bandera utilizada por la Liga Popular de Africanos Independientes (LPAI), un movimiento independentista, desde 1972. La bandera de LPAI era una estrella blanca sobre un fondo rojo, con los colores del triángulo y la estrella en el lado del mástil invertidos del rojo y blanco de la bandera nacional actual.
La bandera de Yibuti se compone de un rectángulo de 2:3 de proporción con un triángulo isósceles blanco en la parte izquierda del mástil y el cual se extiende hasta la mitad de la misma, donde dentro del mismo se encuentra una estrella roja de 5 puntas y por fuera de ella dos líneas, la superior de color azul cielo y la inferior de color verde.
|             | Azul celeste | Verde      | Rojo      | Blanco      |
| ----------- | ------------ | ---------- | --------- | ----------- |
| Pantone     | 284c         | 354c       | 185c      | Blanco      |
| CMYK        | 59-11-0-0    | 77-0-100-0 | 0-86-63-0 | 0-0-0-0     |
| RGB         | 106-178-231  | 18-173-43  | 215-20-26 | 255-255-255 |
| Hexadecimal | #6AB2E7      | #12AD2B    | #D7141A   | #FFFFFF     |

Cada uno de sus significados es el siguiente:
     Azul celeste: simboliza Bab el-Mandeb y el Golfo de Tadjourah, sin embargo el himno nacional hace referencia al azul del cielo.
     Verde: simboliza la tierra, expresado por el verde eterno de la tierra.
     Rojo: simboliza la sangre derramada por los mártires de la independencia.
     Blanco: simboliza la paz.
La estrella de cinco puntas situada al centro del triángulo simboliza la unidad nacional. Además, es también un símbolo utilizado para recordar los orígenes somalíes del país, como sugiere la estrella de la bandera somalí.

## Banderas históricas

Bandera del Sultanato de Adel (1415-1577)
Bandera del Imperio otomano (1577-1896)
Bandera del Territorio de Obock, Somalia francesa y Territorio Francés de los Afars y de los Issas (1896-1977)

## Banderas similares

Bandera del Krai de Jabárovsk.
Bandera de Varash.
Bandera del estado Mérida.